# Captorhinus
Captorhinus is een geslacht van uitgestorven captorhinide reptielen die leefden tijdens het Perm. De overblijfselen zijn bekend uit Oklahoma, Texas, Europa, India, de Pedra do Fogo-formatie, het Parnaíba-bekken in Brazilië en de Madumabisa Mudstones in Zambia.

## Beschrijving
Hoewel er verschillende vormen van Captorhinus zijn, zijn er drie hoofdsoorten die het meest bekend zijn. De eerder genoemde Captorhinus aguti is de typesoort, maar er is ook behoorlijk wat materiaal verzameld van Captorhinus magnus en Captorhinus laticeps.
Naar het meest opvallende kenmerk van Captorhinus verwijst zijn naam 'grijpneus': de snuit vormt een haak door de sterke neerwaartse hoek die de voorste tak van de premaxilla maakt. Andere opvallende kenmerken zijn de hooggeplaatste vleugelvormige tak op de binnenzijde van het jukbeen die overloopt in de rand van de oogkas, een retroarticulair uitsteeksel dat langer is dan overdwars breed en de voorste tand van de onderkaak die sterk naar voren helt. De achterste tanden zijn ofwel beitelvormig of spitsboogvormig. Tot het einde van de jaren 1990 werd Captorhinus gediagnosticeerd door de aanwezigheid van meerdere rijen marginale tanden op de boven- en onderkaak. Er zijn echter enkelrijige captorhinide exemplaren ontdekt, wat aantoont dat deze hypothese onjuist is.

### Captorhinus aguti
Hoewel de onderfamilie Moradisaurinae van de Captorhinidae ook meerdere rijen tanden bezat, verwierf de bekendste typesoort Captorhinus aguti duidelijk onafhankelijk zijn meerdere rijen tanden. In tegenstelling tot de tandenrijen bij moradisaurinen, zijn de Captorhinus aguti-rijen schuin op de randen gesteld, waarbij elke rij aan de buitenste achterzijde wordt gevolgd door de volgende rij. De getande gebieden van de boven- en onderkaak zijn breder bij Captorhinus aguti dan bij captorhiniden met één tandenrij.
De wervelstructuur in Captorhinus aguti is die van primitieve reptielen. De centra zijn amphicoel en notochordaal, met gezwollen, relatief massieve wervelbogen. De wervelkolom is gedifferentieerd in presacrale, sacrale en postsacrale ofwel staartwervels.
Net als hagedissen heeft Captorhinus aguti in de enkel een functioneel mesotarsaal gewricht, waarbij een bovenste deel scharniert met een onderste en de grens voornamelijk overdwars door de enkel loopt. Het verdeelt de tarsus in een proximale en distale eenheid, waarbij het centrale mechanisch is verbonden met de proximale (sprongbeen-hielbeen) eenheid. Van de oorspronkelijke rij tussenliggende enkelbeenderen, de centralia, is hier nog een centrale over. De verhoogde flexibiliteit als gevolg van deze meervoudige gewrichtsopstelling zorgde ervoor dat de articulaties tussen het centrale en de eerste drie distale tarsalia aan de binnenzijde van het mesotarsale gewricht mechanisch onafhankelijk waren van de buitenste articulatie tussen het sprongbeen-hielbeen en de vierde en vijfde distale tarsalia. Dit hangt vrijwel zeker nauw samen met de primitieve stapcyclus bij gespreide ledematen. Door de vorm van het distale dijbeengewricht, die weinig zijdelingse beweging of rotatie van het onderbeen toestaat, zou Captorhinus aguti anders weinig capaciteit hebben gehad om met de stand van de voet de zijwaartse beweging van het dijbeen te compenseren.

### Captorhinus magnus
Captorhinus magnus is tot nu toe alleen geïdentificeerd uit de Richards Spur-vindplaats in Oklahoma, een vindplaats die ook de overblijfselen van Captorhinus aguti vrijgaf. Fossielen van Captorhinus magnus worden voornamelijk gevonden in de diepere gebieden van het fissuurcomplex, terwijl in de bovenste, jongere sedimenten van de afzettingen Captorhinus magnus-resten uiterst zeldzaam zijn. Dit suggereert de ecologische vervanging van Captorhinus magnus door de kleinere, meerrijige Captorhinus aguti tijdens het Vroeg-Perm.
De skeletdelen van Captorhinus magnus hebben een bijna identieke morfologie als die van Captorhinus aguti, met als enige uitzondering het verschil in grootte. Captorhinus magnus was gemiddeld ongeveer twee keer zo groot als Captorhinus aguti. Een ander belangrijk verschil tussen de twee soorten is dat de tanden in een enkele rij staan. Captorhinus magnus heeft ogivale, spitsboogvormige, wangtanden, waarbij het spits van de tanden een driehoekige vorm vertoont wanneer ze van voren worden bekeken. In tegenstelling tot Captorhinus aguti bezit het dijbeen van Captorhinus magnus een hol proximaal gewrichtsoppervlak bij zowel juveniele als volwassen individuen. Dit maakt onderscheid mogelijk tussen femora van vergelijkbare grootte van Captorhinus aguti en Captorhinus magnus, ongeacht het ontogenetische stadium van de bewaard gebleven individuen. Zonder de aanwezigheid van het dijbeen of een tanddragend element zou het moeilijk zijn om onderscheid te maken tussen Captorhinus magnus en Captorhinus aguti, hoewel de twee waarschijnlijk kunnen worden onderscheiden met grootte als het enige criterium.

### Captorhinus laticeps
Captorhinus laticeps onderscheidt zich van Captorhinus aguti door het ontbreken van meerdere rijen tanden, maar gelijkt er in alle andere opzichten sterk op. Captorhinus laticeps is aanzienlijk kleiner dan Captorhinus magnus en bezit beitelvormige tanden in plaats van ogivale tanden op het achterste gedeelte van de boven- en onderkaak.

## Onderzoeksgeschiedenis
In 1882 beschreef Edward Drinker Cope een fragmentarische schedel van Ectocynodon aguti uit het Vroeg-Perm van Texas, verzameld door W.F. Cummins in Coffee Creek. De naam was vervolgens verschillende keren herzien door verschillende paleontologen naarmate er meer geslachten werden ontdekt. In 1911 herzag paleontoloog Ermine Cowles Case de recent ontdekte soort. Hij besloot P. (Ectodynodon) aguti, P. aduncus en P. isolomus naar Captorhinus te verwijzen en benoemde de nieuwe familie Captorhinidae.
Het geslacht is benoemd door Cope via een combinatie van het Latijnse woord captor, 'iemand die iets vangt' betekent, en het Griekse woord rhinos, wat 'van de neus' betekent. Dit is gebaseerd op de hypothese dat de kenmerkende gebogen premaxilla van Captorhinus mogelijk is gebruikt om prooien te vangen.

## Paleobiologie
Mogelijke prooien van de bekende fauna van het Vroeg-Perm van zowel Texas als Oklahoma omvatten mogelijk andere kleine Amniota, kleine dissorofoïde Temnospondyli en microsauride Lepospondyli. De relatief kleine lichaamsgrootte van basale captorhiniden suggereert dat ze waarschijnlijk concurreerden om voedsel met alleen de jongste van varanopiden en sphenacodontiden. Deze soorten vormden hoogstwaarschijnlijk de kleinste carnivore gemeenschap onder de vroege roofdieren van het Perm.

## Paleoecologie
Captorhinus is bekend van de Admiral, Belle Plains, Clyde, Arroyo, Vale en mogelijk de Choza-formaties uit het Vroeg-Perm van Texas. Het geslacht is ook bekend van de spleetafzettingen van het Vroeg-Perm bij Richards Spur in Oklahoma, en de Cutler Formation in Rio Arriba County, New Mexico. De morfologie van kleine captorhinida is vooral bekend van de enorme hoeveelheid materiaal die is verzameld in de buurt van Fort Sill, Oklahoma. De meeste gevonden botten behoren tot de meertandige captorhinide Captorhinus aguti. De gevonden fossielen bevinden zich momenteel in het Oklahoma Museum of Natural History (OMNH). Twee exemplaren in de OMNH die deel hebben uitgemaakt van het diagnostische proces van deze soorten zijn OMNH 52366, een bijna volledige rechterbovenkaak, en OMNH 52367, een gedeeltelijke rechteronderkaak. Het is onzeker of de twee skeletdelen tot hetzelfde individu behoren. Een andere vaak genoemde captorhinide, Labidosaurus hamatus, werd gevonden in de geologische Clear Fork Group uit het Vroeg-Perm van Texas. Er is een schedel en een onvolledig postcraniaal skelet van Captorhinus in het bezit van het American Museum of Natural History. Een ander belangrijk exemplaar behoort tot het Chicago Museum of Natural History, afkomstig uit de plaats Richards Spur in Oklahoma.